# Giovanni Paolo Paladino
Pour les articles homonymes, voir Paladino.

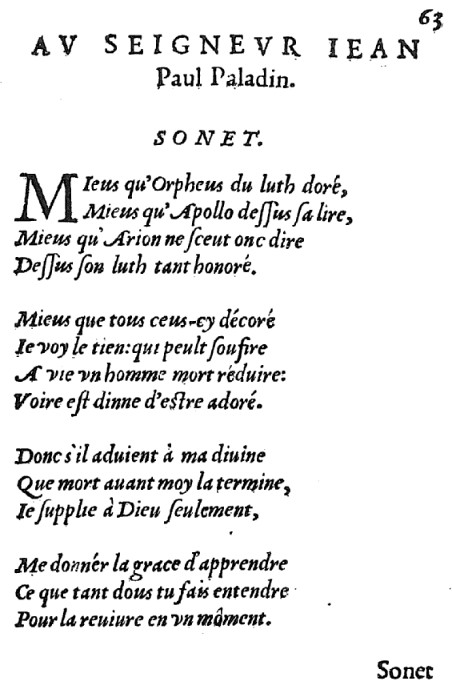
Sonnet pour Giovanni Paolo Paladino, extrait des Amoureuses occupations de Guillaume de La Teyssonnière (Lyon, 1555).

Giovanni Paolo Paladino († avant mai 1565) est un compositeur et luthiste italien de la Renaissance, d'origine milanaise, actif à Lyon au milieu du XVIe siècle.

## Biographie
Mise à part son origine milanaise, les seules données sûres dont on dispose sur la vie de Giovanni Paolo Paladino concernent son séjour lyonnais, qui commence au plus tard en 1549 et finit à sa mort, avant septembre 1565. 
C’est à Lyon qu’il publie les deux tablatures qui portent son nom, en 1549 et 1553 ; là aussi il est loué par le poète lyonnais Guillaume de La Teyssonnière dans ses Amoureuses occupations de 1555. 
Il semble n’avoir été qu’un musicien amateur : les archives lyonnaises révèlent plusieurs actes qui le nomment « millanois demeurant à Lyon », « marchand millanois », « joueur d’instrument millanois » ou « marchand frequentant les foyres de Lyon ». Il était donc essentiellement marchand, et probablement bien intégré aux nombreuses colonies italiennes établies à Lyon (Milanais, Lucquois, Florentins, Vénitiens...). 
Il achète le 9 décembre 1553 un domaine composé d’une maison avec cour, un jardin, une terre et une vigne sur les bords de Saône, dans la paroisse Saint-Vincent dans le quartier de Serin, pour 380 lt, et trois ans plus tard il est en procès avec le vigneron à qui il avait confié sa vigne. 
Giovanni Paolo Paladino meurt sans héritiers avant mai 1565, puisqu’on connaît à cette date une Sentence pour Monsieur le procureur du Roy contre les créanciers et prétendant droict sur les biens de feu Paule Paladin, à savoir des marchands des nations florentine, milanaise, allemande et autres, sans compter plusieurs créanciers particuliers. Les biens saisis de Paladino furent finalement acquis au roi Charles IX, qui en fit don le 30 novembre 1566 au sieur de Cazault, maître d’hôtel du duc d’Orléans, et à un membre de la famille Strozzi, maître d'hôtel ordinaire du roi (probablement Philippe Strozzi).
Avant cette période lyonnaise, rien n’est sûr. En 1958 François Lesure citait trois luthistes nommés « Jean Paul », « Jean Paulle » ou Jehan Paulle », apparaissant dans diverses sources entre 1516 et 1553 ; la seule qui puisse vraisemblablement se référer à Paladino est celle d’un « Jean Paul », luthiste à la cour de Lorraine en 1544.
Giovanni Paolo Paladino est probablement apparenté à un autre luthiste, Antoine François Paladin, identifié à Lyon vers 1562.

## Œuvres

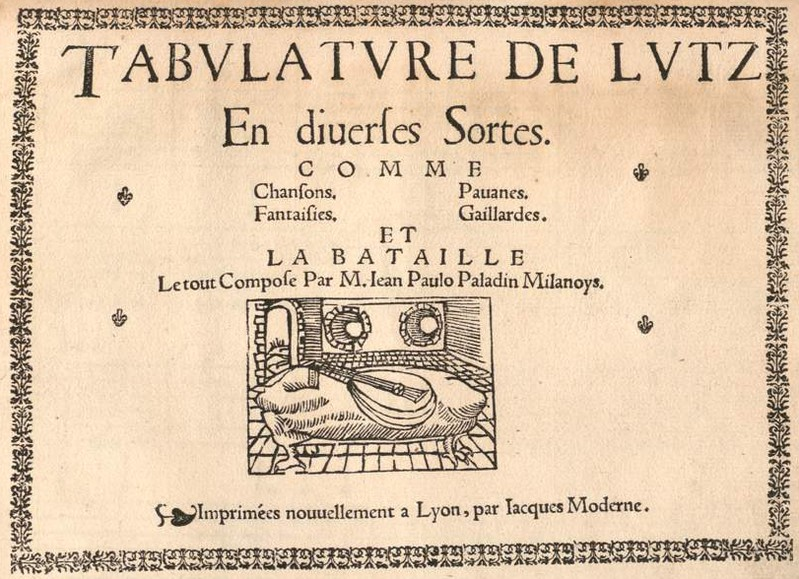
Page de titre de la tablature de luth de 1549.

- Tabulature de lutz en diverses sortes. Comme chansons, pavanes, fantaisies, gaillardes. Et la Bataille. Le tout composé par M. Jean Paulo Paladin Milanoys. Lyon : Jacques Moderne, 1549. 4° oblong, tablature italienne pour luth. RISM P 648 et [c. 1549]-40, Pogue 1969 n° 53, Brown 1965 n° 154?-5. Exemplaire unique à München BSB. Fac-similé Tree edition, 1986.

Le recueil contient la mise en tablature de cinq chansons par Clément Janequin, Claudin de Sermisy, Jacotin, Pierre Sandrin et Jacques Arcadelt, deux fantaisies, trois pavanes et deux gaillardes. Entièrement réédité par Michel Renault et Jean-Michel Vaccaro dans Œuvres de Jean-Paul Paladin (Paris : Ed. du CNRS, 1986, coll. Le Chœur des Muses).
- [Premier livre de tablature de luth]. Lyon : Jean Pullon dit de Trino, 1553. Guillo 1991 n° 28.

Cette édition n’est connue que par la réémission qui en fut faite par Simon Gorlier (c’est-à-dire sa remise en vente en 1560 avec changement de la page de titre et ajout d’une instruction), qui suit :
- Premier livre de tablature de luth de M. Jean Paule Paladin, contenant fantasies, motetz, madrigales, chansons françoises, pavanes & gaillardes ; avec une brieve instruction de la tablature dudict instrument, de nouveau adjoutée. Lyon : Simon Gorlier, 1560 (impr. Jean Pullon de Trino, 1553). 4° oblong, tablature italienne pour luth. RISM P 649, Guillo 1991 n° 43. Fac-similé Minkoff, 1983.

Le recueil inclut six fantaisies (dont une déjà parue sous le nom de Guillaume Morlaye dans RISM 155820), puis des arrangements de six madrigaux anonymes mais attribués à Nollet, Cyprien de Rore, Jacques Arcadelt et Anselme de Reulx, et dont deux sont suivies de fantaisies. Suivent la mise en tablature de six chansons par Pierre Certon, Antonio Gardano, Clément Janequin, Pierre Sandrin et Le Hugier, et de motets par Claudin de Sermisy et Jacotin, eux aussi suivis par une fantaisie. Suivent enfin deux couples pavane-gaillarde, et deux gaillardes séparées, variées et très développées. Entièrement réédité par Michel Renault et Jean-Michel Vaccaro dans Œuvres de Jean-Paul Paladin (cité plus haut).